# Cardiolpium bisetosum
Espèce
Cardiolpium bisetosum est une espèce de pseudoscorpions de la famille des Hesperolpiidae.

## Distribution
Cette espèce est endémique de la province de Markazi en Iran.

## Description
Les mâles mesurent de 1,27 à 1,55 mm.

## Publication originale
- (de) Mahrad Nassirkhani, « Notes on Olpiidae (Arachnida: Pseudoscorpiones) from Iran: description of Cardiolpium bisetosum sp. nov. and redescription of Olpium omanense », Arachnologische Mitteilungen, Bâle, Arachnologische Gesellschaft (d), vol. 50,‎ 30 novembre 2015, p. 1–10 (ISSN 1018-4171 et 2199-7233, OCLC 43519844, DOI 10.5431/ARAMIT5001). [lire en ligne (page consultée le 2024-06-20)]